# Wersow Store
Wersow Store – debiutancki album studyjny polskiej influencerki i piosenkarki Wersow. Wydawnictwo ukazało się 6 grudnia 2023 roku nakładem wytwórni muzycznej DB4 Management w dystrybucji Warner Music Poland.
Album zadebiutował na 6. miejscu polskiej listy sprzedaży – OLiS. Płyta uzyskała certyfikat złotej płyty, za sprzedaż ponad 15 tysięcy kopii.

## Lista utworów
Opracowano na podstawie materiału źródłowego.
| Nr  | Tytuł utworu                             | Długość |
| --- | ---------------------------------------- | ------- |
| 1.  | „Intro”                                  | 0:25    |
| 2.  | „Nie wypada”                             | 2:12    |
| 3.  | „Konwalie”                               | 2:54    |
| 4.  | „Czasoprzestrzeń”                        | 2:46    |
| 5.  | „47 piętro”                              | 2:17    |
| 6.  | „Piętrowe łóżko” (gośc. Michu Kontrabas) | 3:00    |
| 7.  | „Na ekranie”                             | 2:40    |
| 8.  | „Kawa na wynos” (gośc. Bedoes)           | 2:31    |
| 9.  | „Jak to jest”                            | 2:24    |
| 10. | „Chcesz pobyć sam” (gośc. Oskar Cyms)    | 2:24    |
| 11. | „O północy”                              | 2:17    |
| 12. | „Taka sama” (gośc. Friz)                 | 2:26    |
| 13. | „Ten jeden moment”                       | 2:37    |
| 14. | „(Nie)widzialni” (gośc. Qry)             | 2:51    |
| 15. | „Outro”                                  | 0:11    |
|     |                                          | 33:55   |

## Notowania

### Pozycja na liście sprzedaży
| Kraj   | Lista         | Najwyższa pozycja |
| ------ | ------------- | ----------------- |
| Polska | OLiS – albumy | 6                 |

## Certyfikaty
| Kraj          | Certyfikat  | Sprzedaż |
| ------------- | ----------- | -------- |
| Polska (ZPAV) | złota płyta | 15 000+  |